# Сера до Рамальо
Сера до Рамальо (на португалски: Paratinga) е град и община в Източна Бразилия, щат Баия, мезорегион Вали Сао-Франсискано да Баия, микрорегион Бон Жезус да Лапа. Според Бразилския институт по география и статистика през 2010 г. общината има 31 646 жители.